# Nothing at All
Nothing at all är en sång av sångerskan LaGaylia Frazier. Hon medverkade med sången i Melodifestivalen 2005.

## Listor
| Lista             | List-position |
| ----------------- | ------------- |
| Sverigetopplistan | 38            |